# Construccionismo social
El construccionismo social, socioconstruccionismo o más recientemente construccionismo relacional es una teoría sociológica (sociología del conocimiento) que considera que los fenómenos psicológicos/ individuales se desprenden desde contextos sociales.
Dentro del construccionismo, una construcción social es un concepto o práctica que puede parecer natural y obvio a quienes lo aceptan pero en realidad es una invención o artefacto cultural o de una sociedad en particular.

## Concepto
Las construcciones sociales se entienden generalmente como subproductos (a menudo involuntarios o inconscientes) de opciones humanas incontables, algo que guía el resultado de la voluntad. Esto no se toma generalmente para implicar un radical antideterminismo. El construccionismo social se opone generalmente al esencialismo, que define fenómenos específicos en función de otros términos transhistóricos, independientes de los seres conscientes que determinan la estructura categórica de la realidad.
Un foco importante del construccionismo social es destapar las maneras en las cuales los individuos y los grupos participan en la creación de su percepción social de la realidad. Implica mirar las maneras como son creados, institucionalizados los fenómenos sociales, y convertidos en tradiciones por los seres humanos. La realidad social construida se considera como "en curso", un proceso dinámico. La realidad es reproducida por la gente que actúa, en sus interpretaciones y su conocimiento cotidiano en diversas áreas.

## Posturas
El construccionismo llegó a ser prominente en los Estados Unidos a partir del libro de Peter L. Berger y Thomas Luckmann La construcción social de la realidad del año 1966, un libro inspirado en las ideas de Karl Marx, Émile Durkheim y George Herbert Mead. Berger y Luckmann sostienen que todo el conocimiento, incluyendo el sentido común, el conocimiento más básico tenido por firme de la realidad diaria, se deriva y es mantenido por las interacciones sociales. Cuando la gente interactúa, comprendiendo que sus opiniones de la realidad están relacionadas, y como ella actúa sobre esta comprensión de su sentido común, la percepción de realidad se refuerza.
Puesto que este conocimiento del sentido común es negociado por la gente; caracterizaciones humanas, significado e instituciones sociales se presentan como parte de una realidad objetiva. Es en este sentido que puede ser dicho que la realidad es construida socialmente.
Otra postura construccionista social emerge en Estados Unidos a manos de Kenneth J. Gergen. De acuerdo a Kenneth J. Gergen somos capaces de coordinarnos, y en esta coordinación creamos "artefactos sociales", los cuales están compuestos por todo lo que emerge de esta coordinación. Estos componen todo cuanto podemos conocer, lo cual permite crear nuestra "experiencia personal consciente". Esta forma de relación puede cambiar de forma fluida y es denominada "núcleo inteligible" o "núcleo de inteligibilidad".

## Construccionismo social y constructivismo social
Aunque tanto el construccionismo y el constructivismo social tienen que ver con la forma en la que los fenómenos sociales se desarrollan, son distintos. El construccionismo social se refiere al desarrollo de los fenómenos relativos a los contextos sociales, mientras que el constructivismo social se refiere a la creación de sentido individual de sus conocimientos en relación con el contexto social. Por este motivo, el construccionismo social se describe típicamente como una construcción sociológica mientras que el constructivismo social se describe típicamente como una construcción psicológica. El constructivismo social ha sido estudiado por muchos psicólogos educacionales, que se han preocupado por sus implicaciones para la enseñanza y el aprendizaje. Para más información sobre las dimensiones psicológicas del constructivismo social, véase el trabajo de A. Sullivan Palincsar.

«[El constructivismo] es en primer lugar una epistemología, es decir una teoría que intenta explicar cuál es la naturaleza del conocimiento humano». Méndez, 2002

El constructivismo asume que nada viene de nada. Es decir que conocimiento previo da nacimiento al conocimiento nuevo. El constructivismo sostiene que el aprendizaje es esencialmente activo. Una persona que aprende algo nuevo, lo incorpora a sus experiencias previas y a sus propias estructuras mentales. Cada nueva información es asimilada y depositada en una red de conocimientos y experiencias que existen previamente en el sujeto, como resultado podemos decir que el aprendizaje no es objetivo, por el contrario es un proceso subjetivo que cada persona va modificando constantemente a la luz de sus experiencias (Abbott, 1999).